# Musen-Polka
Musen-Polka, op. 147, är en polka av Johann Strauss den yngre. Den framfördes första gången den 14 februari 1854 i Wien.

## Historia
Inom ramen för karnevalen 1854 ingick en "Konstnärsbal" som avhölls på Alla hjärtans dag i Sofiensäle. Kejsar Frans Josef I försökte närma sig borgarklassen genom att ge dem tillgång till slottet och balsalen. Samma dag hölls även en "Medborgarbal" i Redoutensaal i det kejserliga slottet Hofburg där en annan av Strauss polkor uruppfördes: Bürgerball-Polka. Orkestern fick dela upp sig så de kunde spela på de båda ställena samtidigt. 
Polkan är uppkallad efter de nio muserna i grekisk mytologi.

## Om polkan
Speltiden är ca 2 minuter och 54 sekunder plus minus några sekunder beroende på dirigentens musikaliska tolkning.